# كلير شيريدان
كلير شيريدان (بالإنجليزية: Clare Sheridan)‏ (9 سبتمبر 1885، لندن في المملكة المتحدة - 31 مايو 1970)؛ كاتِبة ومؤلِّفة، صحفية وروائية بريطانية.